# Ordine reale della Grande Elefantessa
L'Ordine Reale della Grande Elefantessa è un ordine cavalleresco dello eSwatini.

## Storia
Istituito nel 2002, l'Ordine è dedicato alla regina Ntfombi Tfwala. Il titolo di Indlovukazi (o Grande Elefantessa) è riservato, per l'appunto, alla madre del sovrano, insieme al quale governa. Se, infatti, il re è il capo di Stato amministrativo, la regina madre è il capo di Stato spirituale, oltre che reggente in caso di assenza del monarca.

## Classi
L'Ordine è suddiviso nelle seguenti classi:
- Gran Comandante
- Grande Ufficiale
- Comandante
- Ufficiale
- Membro

## Insegne
- Il nastro è giallo con due bande verticali nere ai lati